# Aeroportul Jodhpur
Aeroportul Jodhpur (IATA: JDH, ICAO: VIJO) este un aeroport din Jodhpur, Jodhpur district⁠(d), Jodhpur division⁠(d), Rajasthan, India ce deservește zona Jodhpur. Aeroportul a fost tranzitat în decembrie 2022 de 107.358 de pasageri.
Situat la o altitudine de 219 m, aeroportul dispune de o singură pistă. Este operat de Airports Authority of India⁠(d).